# Vuelta a Bolivia
La Vuelta a Bolivia es una carrera ciclística por etapas que se disputa en Bolivia durante el mes de noviembre. 
Su primera edición fue en 2008 y en las 4 oportunidades que se disputó, estuvo en el calendario internacional de la UCI con la categoría 2.2, integrando el UCI America Tour.
Tiene su origen en la competencia ciclística Doble Copacabana GP Fides que se disputó desde 1994 hasta 2007, pasando en 2008 a denominarse Vuelta a Bolivia
El recorrido suele ser el mismo o muy similar en las diferentes ediciones, comenzando en las  cercanías de Santa Cruz de la Sierra, para luego subir al altiplano. En la etapa que finaliza en Oruro se llega a la máxima altitud de la carrera en el paso La Cumbre a casi 4500 m s. n. m.. De allí la carrera se dirige a La Paz y luego se llega hasta el lago Titicaca (Copacabana), para posteriormente retornar a la capital, donde culmina la carrera. 
En las primeras 3 ediciones contó con ocho etapas y en la 4.ª edición se agregaron 2 etapas más siendo diez en total, pero oficialmente no fueron reconocidas por la UCI, hecho que si ocurrió en 2012. 
En abril de 2014 se confirmó que la carrera no volverá a disputarse, debido a problemas económicos y al poco interés por parte del público.

## Palmarés
| Año  | Ganador          | Segundo           | Tercero        |
| ---- | ---------------- | ----------------- | -------------- |
| 2008 | Fernando Camargo | Óscar Soliz       | Álvaro Sierra  |
| 2009 | Gregorio Ladino  | Óscar Soliz       | Juan Cotumba   |
| 2010 | Óscar Soliz      | Carlos Gálviz     | Mauricio Neiza |
| 2011 | Juan Cotumba     | Segundo Navarrete | Maky Román     |
| 2012 | Maky Román       | Mauricio Ardila   | Gilver Zurita  |
| 2013 | Salvador Moreno  | Óscar Soliz       | John Martínez  |

## Palmarés por países
| País      | Victorias |
| --------- | --------- |
| Colombia  | 3         |
| Bolivia   | 2         |
| Venezuela | 1         |